# Danionella priapus
Danionella priapus är en fiskart som beskrevs av Ralf Britz 2009. Danionella priapus ingår i släktet Danionella och familjen karpfiskar. IUCN kategoriserar arten globalt som otillräckligt studerad. Inga underarter finns listade i Catalogue of Life.